# بول داي
بول داي (بالإنجليزية: Paul Day) هو مغني وموسيقي بريطاني، ولد في 19 أبريل 1956 في وايت تشابل في المملكة المتحدة.

## وصلات خارجية
- بول داي على موقع ميوزك برينز (الإنجليزية)
- بول داي على موقع أول ميوزيك (الإنجليزية)
- بول داي على موقع ديسكوغز (الإنجليزية)